# Iaquién
Iaquién (en árabe: أعكيين‎, en francés: Iaakien) es una localidad marroquí perteneciente al municipio de Luta, en la región de Tánger-Tetuán-Alhucemas. Desde 1912 hasta 1956 perteneció a la zona norte del Protectorado español de Marruecos.